# Liste der Monuments historiques in Francheville (Côte-d’Or)
Die Liste der Monuments historiques in Francheville führt die Monuments historiques in der französischen Gemeinde Francheville auf.

## Liste der Objekte
| Bezeichnung | Beschreibung          | Standort                        | Kennzeichnung | Schutzstatus | Datum | Bild |
| ----------- | --------------------- | ------------------------------- | ------------- | ------------ | ----- | ---- |
| Glocke      | Bronze, 1514 gegossen | in der Kirche St-Maurice (Lage) | PM21001265    | Classé       | 1943  |      |